# Афанасьев, Геннадий Владимирович
Геннадий Владимирович Афанасьев (9 марта 1964, СССР) — российский игрок в мини-футбол на позиции вратаря. Более всего известен выступлениями за московские клубы «Минкас», ЦСКА и «Арбат». Выступал за сборную России по мини-футболу.

## Биография
Мини-футбольная карьера Афанасьева началась в 1993 году выступлениями за московский «Минкас». В сезоне 1994/95 он настолько успешно защищал ворота москвичей, что был признан лучшим вратарём чемпионата России. А в августе 1995 года Геннадий был вызван в сборную России по мини-футболу. Он провёл за неё два товарищеских матча против сборной Словакии.
После «Минкаса» Афанасьев играл в нижегородской «Кроне», «Норильске», емельяновской «Заре», московских ЦСКА и «Динамо-23», а также в петербургском «Единстве». Ни в одном из этих клубов он не задерживался надолго. Затем он относительно долго защищал ворота московского «Арбата», с которым прошёл путь от Первой лиги до Суперлиги и где завершил свою карьеру.

## Достижения
- Обладатель Кубка России по мини-футболу: 1994

Личные:
- Лучший вратарь чемпионата России 1994/95